# Койновская волость (Барнаульский уезд)
Ко́йновская во́лость — административно-территориальная единица Томской губернии, входившая в 1886—1918 гг. в состав Барнаульского уезда, затем — в состав Ново-Николаевского уезда.
Административный центр — село Койново, ныне село стало частью территории города Искитим (Искитимский район Новосибирской области).

## История
В период раннего средневековья через бердь-обские территории происходили миграции сибирско-тюркских племён (чулымцы, барабинцы, томские татары-эуштинцы, а также сюда кочевали время от времени ойраты и киргизы). С XVIII века местный национальный состав формирует оседлое крестьянское русское население — семьи казаков и переселенцев, которые, как правило, имели по полтора десятка детей.
Поселение Койново, появившиеся на берегу речки Койниха близ её впадения в реку Бердь, считаются возникшими не позднее 1710 г.. Первопоселенцами принято считать казаков гарнизона Бердского острога Ивана и Лариона Койновых. Братья занимались хлебопашеством, охотой, рыболовством, огородничеством. Искитимские краеведы предполагают, что их родиной ранее являлось русское поселение, находящееся территории Среднего Урала. Однако сам топоним «Койниха» и его производное «Койново» восходит к наименованиям века ранее на русском Беломорском Севере, к местечкам Мезенского уезда Архангелогородской губернии.
Появлению селения способствовало возникновение, ориентировочно к 1707 году, Бердской казачьей крепости-острога, как одного из формирований южной линии защиты томских земель (Томский острог построен был в 1604 году). В свою очередь, для предотвращения внезапности набегов южносибирских кочевников — чёрных калмыков, киргизов и ойратов, а также отрядов джунгар Китайского государства, вперёд крепости казаки выставляли передовые дозоры в форме казацких засек (поселение семьи казака с возможностью остановить или затормозить продвижение войска противника и с возможностью отправки в главную крепость сообщения о нападении). Такие казацкие хутора в мирное время вели производство продовольствия и фуража посредством земледелия, поселенцы занимались также промысловой охотой (в первую очередь на пушных зверей) и рыболовством. Архивы свидетельствуют, что основой для Бердского казацкого войска послужили казаки и стрельцы (служилые люди), прибывшие сюда прежде всего из Томского и Кузнецкого острогов.
После создания этого и соседних поселений Шипуново, Морозово, Шадрино, Чернодырово (более позднее название — Чёрноречка) и других, в XVIII веке в данных местах стали обосновываться семьи русских переселенцев-староверов, бежавших в Сибирь от преследований в Центральной России. В архивах фиксируется, что Койново и Чернодырово уже более десяти лет существовали к моменту российской переписи 1719 года.
Дети казаков Койновых и Коноваловых продолжили расселение по Сибири. Уже в 1736 году один из Койновых оказался посельником на реке Карасуке. Койновы построили на Алтае в ведомстве Белоярского острога новые деревни Койнову и Ново-Койнову (Верх-Койновская волость). В с. Ново-Койнове ещё в середине XX века жили их потомки.
В марте 1758 года из Барнаульского Государева Алтайского завода в канцелярию ведомства Бердского острога, в состав которого входили деревни Шипунова, Койнова и Чернодырова (Чёрноречка), поступило подтверждение о необходимости поголовного вооружения приписных крестьян огнестрельным и холодным оружием, а также о росписи их по сотням и назначении «ко збору из деревень мест… если когда от неприятеля… нападение последует…». В схватках с противником жители могли также использовать для защиты всякое дреколье (копья всех видов, бердыши, багры, дубины) и «протчее зловредное орудие». На рубеже XVII—XVIII веков Томский уезд являлся пограничным, Бердский острог располагался на его южной границе, а укреплённые передовые деревни (на высоком левом берегу Берди, в 20—30 вёрстах к югу от крепости) были передовыми сторожевыми заставами местного остро́жного гарнизона.
К началу XIX века в деревне Койновой размещался «станец» (почтовая станция), при котором размещались дома ямщиков и постоялый двор для проезжих. В это время (по архивным книгам) здесь жили семьи Дедигуровых, Коноваловых (под посёлком Тарой до сих пор существуют населённые пункты Коновалово и Коновалиха; в Томске известен род служилых людей Томского острога — Коноваловых, в 1701 году в одной из слобод Тарского уезда служил казак Иван Коновалов, Коноваловы служили и в Чаусском остроге), Паутовы (прибыли из д. Паутовки с реки Тары в Чаусский острог, где продолжили службу, построив две Паутовы деревни), Суворовы (в 1717 году крестьянин Яков Суворов проживал в д. Гуселъниковой Тюменского уезда), Еремины (проживали в трёх деревнях Ереминых на Ишиме и Таре, основали во второй половине XVIII века в Бердском ведомстве деревню Еремино). Основной поток русских первопоселенцев на Берди пришёл из их родовых деревень в бассейнах рек Ишима и Тары, а также из Томского Приобья, где их старшие родственники служили в острогах и слободах. Некоторые из них (Паутовы, Коноваловы) осели на время в деревнях Чаусского ведомства. Данные ономастики, русской этимологии и диалектологии указывают на преимущественно северорусское происхождение искитимских «насельников» (Коноваловых, Суворовых, Паутовых, Бабиковых), возможно живших ранее на берегах реки Койниха на Русском Севере.
В 1850-х в селе строится большая православная церковь во имя Святого Николая и село для окружающих деревень стало носить лидирующее положение. Здесь формируются органы местного (земского) самоуправления. Административным центром села была сбо́рня. Это большой дом в центре улицы. В сборне помещалась вся местная власть: староста, управляющий селом, его помощники — исполнители и десятники.
Селение Койново в XIX веке имело неплохое купеческо-географическое положение, оно оказалось расположенным на губернском Барнаульском тракте, соединявшим губернский Томск и уездный Барнаул. Здесь располагаются ямская и почтовая станции. Позднее была размещена этапная тюремная крепость, где в XVIII и XIX вв. останавливались на ночлег и краткий отдых каторжники при пути из Европейской России, осуждённые на работы на государевых Алтайских заводах. Наличие рек и ветреная лесостепная территория способствовали строительству мельниц. В окрестностях поселений была найдена известь и цементные залежи, основная добыча которых придётся на XX век.
Во второй половине XIX века Койново славилось ямщиками, шорниками, кузнецами, столярами и бондарями. Были в селе и гончары, использовавшие в качестве сырья белую глину, добываемую в районе Елбашей. В Койново находилась маслобойня, производившая льняное и конопляное масла, кожевенный заводик, пимокатная мастерская, оснащённая шерстобитной машиной, верёвочная мастерская. В селе были несколько мельниц (одна из них паровая) и купеческие лавки. На всю округу были известны три мукомольни купца Аксарина, которые обслуживали крестьян многих окрестных деревень. В Койново находилась знаменитая маслобойня Ревякиных. Здесь производилось льняное и конопляное масло. Большим спросом пользовался кожевенный завод Дубинкина. Пимокатная мастерская Копьевых и Кожевниковых бойко справлялась с заказами на зимнюю обувь да потники для сёдел, без которых не могло обойтись крестьянское подворье. В 1885 году в селе Койново (Бердская волость) было учреждено сельское училище, действовавшее и в 1904 году.
Экономическому развитию поселений Койновской волости в конце XIX и в начале XX вв. способствовали два главных фактора:
- через территорию проходил Барнаульский тракт[10];
- открытие в конце XIX века месторождения известняка, которое в осваивали местные купцы, начинавшие развивать мануфактурное производство строительных материалов.

До 1885 года территория окрест села Койново входила в состав Бердской волости Барнаульского уезда. Активная экономическая жизнь села, формирование здесь торгового и духовного центра для окружающих сёл и деревень, создало условия для решения схода крестьянских и купеческих представителей о создании здесь собственной отдельной Койновской волости. Точная дата создания волости не известна. Однако архивные материалы отмечают, что в 1885 году в Койново Бердской волости было создано сельское училище. А в 1886—1887 учебном году здесь, уже как Койновском волостном училище, обучалось до 37 учеников. Появление училища определялось тем, что развивающимся мануфактурным производствам требовались достаточно грамотные работники.
Бурному экономическому развитию села способствовала Столыпинская аграрная реформа, позволившая безземельным крестьянам Центральной и Западной России переселиться в бескрайние просторы хлеборобного юга Западной Сибири. В Койново был сформирован территориальный переселенческий пункт, принимавший прибывающих на добровольное переселение крестьян и по разнарядкам губернского правления направлявший их далее в сёла томских волостей. Так, в конце XIX века в Койново обосновались Скороходовы, прибывшие из Казани, многодетный крестьянин С. Д. Давыдков из Черниговской губернии. Поток переселенцев особенно возрос в первом десятилетии XX века.
В 1902 году в селе открылась церковно-приходская школа. Находилась она рядом с Никольской церковью, первоначально имела всего одну классную комнатку, в которой обучалось 13 учеников. Уже через 3 года в ней, получившей от купцов новые помещения, проходили обучение 50 учеников.
С того же 1902 года в Койновской волости усилиями томского просветителя П. Макушина и Павленковского благотворительного фонда открыта для крестьян Бесплатная волостная народная библиотека. Среди 10 самых выдаваемых авторов за 1912 год в этой библиотеке на первом месте оказался Ф. М. Достоевский, его роман «Преступление и наказание» был выдан 24 раза. Далее по количеству выдач следуют «Хижина дяди Тома» Г. Бичер-Стоу (24 раза), «Тарас Бульба» Н. В. Гоголя (20 выдач), сочинения А. С. Пушкина и А. Ф. Писемского.
В 1911 году предприимчивый барнаульский купец Окороков построил на окраине села Койново, напротив острова, небольшой заводик по выжигу извести, используя сезонных наёмных рабочих — бедняков старожилов и новосёлов. Так закладывалась искитимская строительная экономическая отрасль.
В 1912 году началось строительство Алтайской железной дороги (Барнаульская ветвь Томской железной дороги), связавшей Барнаул и Транссиб, которое завершилось в 1916 году. Данное обстоятельство придало новое ускорение в своём социально-экономическом развитии.
Недалеко от железной дороги был построен разъезд № 5, в дальнейшем переименованный в станцию Искитим.
Строящаяся железная дорога обеспечила бедняков и новосёлов старожильческих сёл новой работой. Через Койниху, Петушиху и другие речки возводили железнодорожные мосты. Вскоре для путевых рабочих в Койново была построена казарма (рабочее общежитие). В старожильческих селах обосновались прибывшие из других районов Сибири. Население волости стремительно увеличивалось.
Летом 1914 года в Койново, для реализации излишком продукции сельского хозяйства, открылся межсельский базар. Это значительно облегчало жизнь койновских крестьян, так как до этого им приходилось ездить за 20 вёрст в Бердск на тамошний волостной базар. Базар стал значительным событием в истории развития Койновской волости.
Один из очевидцев рассказывал:
«…В воскресенье десятник оповестил всех жителей о важном событии. Он шёл впереди, показывая дорогу на базар. Людно было в этот день как никогда. Трудно было не только проехать, но и пройти. Мал и стар шли на базар ради любопытства. Переполох усиливал приезд томского и бердского купца А. В. Горохова. Он важно следовал на автомобиле, а за ним бежали толпы любопытных ребятишек. Горохов бросал им конфеты и смеялся…»
По воскресным дням на базар стали приезжать из Бердска, Черепанова, окрестных деревень. Торговали зерном, мясом, скотом, птицей, кожевенными изделиями, овчинами, полушубками, тулупами, валенками, сбруей, дичью, рыбой, солониной, мёдом, льном, маслом, кожами.
Таким образом ранний российский капитализм XIX и начала XX веков способствовал бурному и устойчивому экономическому развитию села Койново и Койновской волости.
В августе 1914 года Россия оказалась втянута в разгоревшуюся в Европе Первую Мировую войну, ставшую, с одной стороны, дополнительным ускорителем развития крупной промышленности Сибири, с другой стороны, высасывающую основное работоспособное мужское население на западный фронт. В результате мобилизаций число трудоспособных в деревне значительно уменьшилось. По данным Министерства внутренних дел и сельскохозяйственной переписи 1917 года, в Сибири было взято в армию около половины всех мужчин. Количество рабочих рук в каждом хозяйстве уменьшилось вдвое. Основная тяжесть работ легла на женщин и детей при одновременном росте налогового пресса. Росло недовольство средних и бедных слоёв отягощением их жизни.
В начале XX века территория последовательно относилась:
- к Койновской волости Барнаульского уезда сначала Томской, а с лета 1917 — к Алтайской губернии. Осенью 1918 года колчаковская власть белых упраздняет Койновскую волость, включив территории современного города Искитима и его современных окрестностей к Бердской волости Томской губернии.
- В январе 1920 года Сибревком восстанавливает (вернее, не признаёт колчаковского решения об упразднении) Койновскую волость. Волость отнесена к Ново-Николаевскому уезду Томской губернии.
- в 1922 году Сибревком вновь упраздняет Койновскую волость, включив её территории в состав Бердской волости Ново-Николаевскому уезда вновь созданной Новониколаевской губернии (1922—1925)[19];
- территория отнесена к Бердскому району Новосибирского округа (1925—1933) сначала Сибирского края (1925—1930), затем — Западно-Сибирского края (в 1930—1933);
- территория отнесена к Черепановскому району Западно-Сибирского края (в 1933—1935).

В 1916 году село Койново (Койновское) имело территорию, которая на карте современного Искитима можно обозначить от Конторы Торга (ныне здание ГорУНО) до Кирпичного завода.
В феврале 1917 года в России пала власть монархической династии. Страна покрылась самостийно возникающими советами депутатов различных социальных сословий при одновременном сохранении прежнего государственного уложения и продолжении функционирования волостных, уездных и губернских учреждений.
25 октября 1917 года в Петрограде власть захватили вооружённые формирования партии большевиков, объявивших о прекращении власти прежней, и о передаче власти на местах в губерниях в руки большевистских ревкомов и (только) их советов. 13 декабря 1917 года в Ново-Николаевске на общем собрании Советов рабочих и солдатских депутатов, с участием исполкома Совета крестьянских депутатов, было принято решение о переходе всей гражданской и военной власти в близлежащих волостях Советам рабочих, солдатских и крестьянских депутатов. К новому, 1918 году власть в Койново также оказалась низложенной, новую власть взял на себя большевистские ревком и волостной Совет.

### Гражданская война
В период установления советской власти в декабре 1917 года председателем волостного Совета солдатских, рабочих и крестьянских депутатов становится прибывший в 1916 году на родину моряк Балтийского флота (экипаж военного крейсера «Жемчуг») Афанасий Скороходов, являвшийся членом большевистского Военно-революционного комитета отряда особого назначения с мандатом, дающим право собирать сельские сходы и создавать ревкомы в губерниях России. Вместе с другим койновским большевиком С. Д. Давыдковым они формируют волостной большевистский совет солдатских, рабочих и крестьянских депутатов (первый из них становится председателем, второй — казначеем Совета). Койновский совдеп национализировал мельницы Аксарина, лавки Еремеевых, маслобойню Ревякиных, кожевенный завод Дубинкина, мастерские Копьевых и Кожевниковых, реквизировал каменный дом, где красовалась много лет вывеска лавки Еремеевых, под потребительский кооператив «Светлый луч». Здание пересыльного этапного тюремного острога также было реквизировано под «новую школу». Школа здесь заработала лишь в сентябре 1920-го… Купцов ревком «репрессировал» в рамках красного террора.
После падения советской власти летом 1918 года в Сибири была организована власть сформированного томской интеллигенцией правительства Сибирского областничества. А. Скороходов и С. Давыдков поначалу решили скрываться в Койновской волости, однако новая контрразведка сторонников белого движения к осени существенно активизировала поиск прежних «комиссаров совдепов». В сентябре Скороходов и Давыдков были арестованы местной полицией, а вскоре ими начала заниматься колчаковская контрразведка. Когда колчаковцы отбирали политзаключённых-большевиков для расстрела, Скороходову удалось скрыться в колонне уголовников, отправленных в Никольско-Уссурийскую тюремную крепость. Там о нём узнали моряки-большевики с «Жемчуга», ещё весной 1917 оказавшиеся на Дальнем Востоке и организовали ему побег. В 1920 году А. А. Скороходов вернулся в занятое Красной Армией село Койново. Женился второй раз. Вновь стал руководить Койновским сельревкомом и волисполкомом. Прожил он после этого недолго. 21 января 1924 года Скороходов умер, не работав всего 8 дней, хотя болел он очень долгое время, просто последние 8 дней он буквально слёг. Стойкость большевика решено было сохранить в памяти поколений, первому предволисполкома был установлен в Койново памятник, который и сегодня является памятником эпохи Гражданской войны в Искитиме.
Поздней осенью 1918 года власть в Сибири перешла к колчаковскому Российскому правительству в Сибири («Сибирская Директория»). Новая власть провела жёсткую мобилизацию мужчин и молодёжи в 1-ю и 2-ю Сибирские белые армии, начав наступление через Урал на Казань и Москву. Жёсткость проводимых ежемесячных мобилизаций, а также усиление налоговых обложений на крестьян вызвали ситуации недовольства, в ряде мест стали возникать подпольные и явные очаги сопростивления колчаковцам. В Койновской волости также появились большевистское подполье и возник небольшой краснопартизанский отряд. В соседних уездах — Кузнецком и Барнаульском, краснопартизанское движение приняло значительные масштабы.
Осенью 1919 года вооружённые силы Советской России сумели переломить ситуацию на своём Восточном фронте и 5-я Красная Армия стала наступать в Западной Сибири. Колчак не смог в октябре-ноябре 1919 года дать генеральное сражение между Омском и Ново-Николаевском и, вследствие уже полной деморализации в солдатских массах Сибирской армии, им в декабре без боёв были сданы главные стратегические центры — Томск, Ново-Николаевск, Барнаул, Кузнецк, Мариинск и Красноярск. С началом января 1920 года в Западной Сибири устанавливается советская власть.
В январе 1920 в волости формируются волревком, волисполком, волостной отдел ВЧК, волостной отдел милиции, волостной военкомат, волостной суд. Отдельно в селе формируется орган местного самоуправления — Койновский сельсовет. При этом все данные органы управляются и координируются Бердским райкомом РКП(б) в рамках сложившейся диктатуры власти партии большевиков. С первых же шагов новая власть ужесточила поборы с крестьян. Теперь массовое недовольство стала вызывать «народная власть». Летом 1920 года к западу от Койново и Ново-Николаевска, на территории до Омска и Тюмени вспыхивает крупнейшее крестьянское сибирское антибольшевистское восстание, вооружённые силы которых под лозунгом на красных знамёнах «За Советскую власть без большевиков» едва не захватывают Ново-Николаевск. Восстание жёстко карается частями коммунистических отрядов ЧОН, частями ВЧК/ОГПУ и Красной Армии. С осени, когда Совнарком РСФСР принимает решение о замене продразвёрстки (отъём имущества крестьян на нужды армии и государства) более щадящим продналогом, крестьянские волнения начинают утихать. Однако испуг государства перед мощью революционно настроенного крестьянства вскоре реализуется в стране политикой раскрестьянивания, которая будет проводиться под лозунгом «ликвидации кулачества» и переводом остающихся крестьянствующих в новые колхозы (часть многих бывших крестьян в те годы сбежит на стройки промышленных гигантов). Но это случится после февраля 1928. Пока же в волости укрепляется новая власть.
25 января 1921 года Койновский волисполком принял постановление об устройстве в волости электрической сети. Первым электрическую энергию получил известковый завод — самое крупное предприятие того времени. На нём работало около сотни рабочих. Кроме извести на заводе организовали производство огнеупорного кирпича.
В 1922 году волость была упразднена включением в состав Бердской волости. Вскоре в данном месте возникнет яркая история появления промышленного города Искитима, территория и окрестности которого на долгое время будут отнесены к Черепановскому району вновь появившейся на картах Новосибирской области.
Про период истории Койновской волости напоминают в Искитиме лишь памятники эпохи Гражданской войны (более ранняя история была забыта):
- памятник председателю волисполкома А. А. Скороходову;
- памятник погибшему от колчаковцев койновскому большевику И. Е. Копьеву;
- бюст расстрелянному в Ново-Николаевске койновскому большевику С. Д. Давыдкову;
- памятник коммунарам койновской бедноты (1920-е);
- памятник койновским красным партизанам (около Искитимской средней школы № 10).

В начале 1920-х годов на койновской ж.д.станции Разъезд № 5 поставили 2 вагончика, которые заменяли вокзал. В 1930-х годах было построено первое деревянное здание вокзала железнодорожного разъезда Искитим. Во второй половине 1920-х гг. здесь формируется административный центр окружных сельских поселений — Искитимский сельсовет.
В 1933 году на картах СССР появился рабочий посёлок (с 1938 — город) Искитим, образованный из окрестных сёл Койново, Чёрноречка, Вылково, Шипуново и территории созданной здесь зоны Сиблага (ГУЛАГ). Койновская история завершилась.
В настоящее время город Искитим является одним из самых промышленно развитых городов Новосибирской области. Здесь работает несколько крупных производств, обеспечивающих строительные компании по всей стране и предприятия машиностроения.
В 1990-х гг. была выстроена новая большая церковь, Искитимский Храм во имя святителя Николая Чудотворца. Храм стоит на возвышенности, поэтому хорошо заметен при ж.д. въезде в город. Посвящение храма выбрано в память разрушенной Никольской церкви волостного центра села Койновского…
В 2016 году столица района — город Искитим мог бы отметить 130-летний Юбилей с момента, как здесь был образован один из сибирских административных центров: в 1886 году часть нынешнего города Искитима «Койново» впервые стало волостным центром.

## Известные личности
- В 1914 году в Койново (Койновская волость, Томская губерния) родился будущий Герой Советского Союза Иван Васильевич Коротеев (1914—1936) — советский пограничник, погибший, проявив мужество и личную отвагу, во время советско-японского приграничного конфликта 24 ноября 1936 года.
- В 1918 году в селе Тальменка (Койновская волость, Томская губерния) родился будущий герой Великой Отечественной войны, полный кавалер ордена солдатской Славы Александр Андреевич Дидигуров (1918—1993) — помощник командира взвода 326-го стрелкового полка 21-й стрелковой дивизии 26-й армии 3-го Украинского фронта, старший сержант.
- В 1914 году в селе Шадрино (Койновская волость, Томская губерния) родился будущий герой Великой Отечественной войны, полный кавалер ордена солдатской Славы Антон Алексеевич Страхов (1914—1985) — командир взвода связи 172-го гвардейского стрелкового полка, гвардии старшина.